# 1 − 1 + 2 − 6 + 24 − 120 + ...
In matematica, la serie indeterminata
{\displaystyle \sum _{k=0}^{\infty }(-1)^{k}k!}
fu considerata per la prima volta da Eulero, che applicò i metodi di sommabilità per assegnare un valore finito a questa serie. La serie è la somma alternata dei fattoriali, cioè che alternativamente sono sommati o sottratti. Un modo di assegnare un valore a questa serie è usando la somma di Borel, con cui si scrive che 
{\displaystyle \sum _{k=0}^{\infty }(-1)^{k}k!=\sum _{k=0}^{\infty }(-1)^{k}\int _{0}^{\infty }x^{k}e^{-x}\,dx}
Se si scambiano la sommatoria e l'integrale (ignorando che nessuno dei due membri converge), si ottiene:
{\displaystyle \sum _{k=0}^{\infty }(-1)^{k}k!=\int _{0}^{\infty }\left[\sum _{k=0}^{\infty }(-x)^{k}\right]e^{-x}\,dx}
La sommatoria nelle parentesi quadrate converge ed è uguale a {\displaystyle 1/(1+x)} se {\displaystyle |x|<1}. Se si prolunga analiticamente {\displaystyle 1/(1+x)} ad ogni {\displaystyle x} reale, si ricava un integrale convergente per la serie:
{\displaystyle {\begin{aligned}\sum _{k=0}^{\infty }(-1)^{k}k!&=\int _{0}^{\infty }{\frac {e^{-x}}{1+x}}\,dx\\[4pt]&=eE_{1}(1)\approx 0.596\,347\,362\,323\,194\,074\,341\,078\,499\,369\ldots \end{aligned}}}
dove {\displaystyle E_{1}(z)} è la funzione integrale esponenziale. Questa è per definizione la somma di Borel della serie.

## Derivazione
Si consideri il sistema formato da queste due equazioni differenziali
{\displaystyle {\dot {x}}(t)=x(t)-y(t),\qquad {\dot {y}}(t)=-y(t)^{2}}
dove i punti indicano le derivate rispetto a {\displaystyle t}.
La soluzione con equilibrio stabile in {\displaystyle (x,y)=(0,0)} con {\displaystyle t\to \infty } è {\displaystyle y(t)=1/t}, e sostituendola nella prima equazione si ottiene una soluzione nella forma di serie formale di potenze
{\displaystyle x(t)=\sum _{n=1}^{\infty }(-1)^{n+1}{\frac {(n-1)!}{t^{n}}}}
Si osservi che {\displaystyle x(1)} è precisamente la serie dei fattoriali alternati.
D'altra parte, il sistema di equazioni differenziali ha soluzione
{\displaystyle x(t)=e^{t}\int _{t}^{\infty }{\frac {e^{-u}}{u}}\,du.}
Attraverso integrazioni per parti successive, la serie di potenze formali diventa uno sviluppo asintotico dell'espressione di {\displaystyle x(t)}. Eulero argomentò (più o meno) che uguagliando si ha
{\displaystyle \sum _{n=1}^{\infty }(-1)^{n+1}(n-1)!=e\int _{1}^{\infty }{\frac {e^{-u}}{u}}\,du.}